# نبرد سمارانگ
نبرد سمارانگ (اندونزیایی: Pertempuran Semarang) در اندونزی جنگ پنج روزه نامیده می‌شود. درگیری بین نیروهای ژاپنی ارتش شانزدهم (ژاپن) و نیروهای اندونزی متشکل از پرسنل سازمان امنیت مردم و پمودا در اکتبر ۱۹۴۵ در شهر سمارانگ، جاوه مرکزی بود. این نبرد به عنوان اولین درگیری بزرگ با حضور ارتش اندونزی در نظر گرفته می‌شود.
با تسلیم ژاپن بعد از جنگ، مقامات اندونزی تلاش کردند تا سلاح‌های ژاپنی را در قبل از بازگشت مقامات هلندی‌ها که اندونزی استعمار کرده بودند، تصاحب کنند. تنش‌ها پس از امتناع پادگان سمارانگ از تحویل سلاح‌های خود بالا گرفت و پس از حادثه ای که جرقه قتل‌عام غیرنظامیان ژاپنی را برانگیخت، درگیری بین نیروهای اندونزی و ژاپنی‌ها درگرفت.

## زمینه
پس از تسلیم ژاپن در اوت ۱۹۴۵ در جنگ اقیانوس آرام، فرمانده متفقین در جنوب شرقی آسیا، لوئیس مونتباتن پس از مذاکرات با یک هیئت ژاپنی، نیروهای ژاپنی موجود در جنوب شرقی آسیا را موظف به حفظ و نگهداری قانون و نظم تا رسیدن نیروهای متفقین کرد. تا سپتامبر ۱۹۴۵، بسیاری از واحدهای ژاپنی در جاوه خلع سلاح شدند و سلاح و مهمات را به ملی‌گرایان اندونزیایی تسلیم کرده بودند. تا آن زمان اندونزی تا حد زیادی توسط مقامات اندونزی به شکل سازمان امنیت مردم و کمونیست‌های مردم جوان (اندونزی) کنترل می‌شد. فرمانده بال تی.اس. به نام «تول» از نیروی هوایی سلطنتی بریتانیا در ۱۸ سپتامبر به عنوان بخشی از هیئت بازیابی اسیران جنگی و داخلی متفقین وارد جاوه مرکزی شد و به این نتیجه رسید که همکاری ژاپن برای بازگرداندن اسرای متفقین حیاتی است.
در اوایل اکتبر، ارتش شانزدهم دستوری برای فرماندهان محلی صادر کرد تا به مقامات اندونزی اجازه دهند نظم و قانون را حفظ کنند و پادگان‌های ژاپنی کمک کنند. از سوی دیگر، مقامات اندونزی و پمودا می‌خواستند قبل از بازگشت هلندی‌ها به جاوه، اسلحه به دست آورند. پس از مذاکرات بین پمودای اندونزیایی، فرماندار وقت جاوه مرکزی، سرلشکر جونجی ناکامورا (فرمانده نیروهای ژاپنی در جاوه مرکزی) و سرگرد کیدو شینیچیرو (فرمانده پادگان سمارانگ)، پادگان ژاپنی در سمارانگ در اطراف این منطقه حضور یافتند. پادگان ژاپنی در سمارانگ حدود ۶۶۰–۷۰۰ تفنگ و ۱۶۰۰ را بین ۵ تا ۷ اکتبر ۱۹۴۵ توزیع کرد.
اندونزیایی‌ها علیرغم دستیابی به تعدادی تسلیحات، در ۱۲ اکتبر مجدداً ژاپنی‌ها را برای دریافت تسلیحات بیشتر تحت فشار قرار دادند، اما این بار مذاکرات به طول انجامید و در پایان سرگرد کیدو تأکید کرد که نیروهای ژاپنی سلاح‌های بیشتری را به مقامات اندونزی منتقل نمی‌کنند. این امتناع سپس با برنامه‌های ژاپنی برای تصرف سمارانگ و تلاش پمودای اندونزیایی برای زندانی کردن غیرنظامیان هلندی و ژاپنی دنبال شد.
در سال ۱۹۴۲، ژاپنی‌ها به لشکرکشی هند شرقی هلند حمله کردند و آن را برای سه سال و نیم بعدی اشغال کردند. در سپتامبر ۱۹۴۴، با بد پیش رفتن جنگ، ژاپنی‌ها قول استقلال دادند، اما پس از بمباران اتمی هیروشیما و ناگاساکی، ژاپنی‌ها تسلیم شدند. بر اساس شرایط تسلیم، نیروهای ژاپنی هنوز در مجمع الجزایر مسئول حفظ نظم قبل از ورود نیروهای متفقین تحت فرماندهی دریاسالار بریتانیایی لوئیس مونتباتن، فرمانده عالی متفقین، فرماندهی جنوب شرق آسیا بودند. دو روز پس از تسلیم، در ۱۷ اوت ۱۹۴۵، رهبر ملی‌گرای اندونزی احمد سوکارنو استقلال اندونزی را اعلام کرد (اعلان استقلال اندونزی). متفقین سه هفته بعد از فرمانده نیروهای ژاپنی متوجه این موضوع شدند و از آنجایی که هنوز حداقل ۷۰۰۰۰ اسیر جنگی متفقین در اندونزی وجود داشت، بازیابی اسیران جنگی و بازداشت شدگان متفقین به مأموریتی توسط متفقین فرستاده شد. برای تلاش برای تماس با مقامات مسئول ژاپن، کاهش شرایط سخت در اردوگاه‌های زندان و ترتیب تخلیه زندانیان و اسیران.
با این حال، ملی گرایان اندونزیایی، معروف به پمودا (جوانان)، از ژاپنی‌ها خواستند همه سلاح‌ها و مهمات را به آنها تحویل دهند. بازیابی اسیران جنگی و بازداشت شدگان متفقین «به شدت به چنین اقداماتی اعتراض کرد و از ژاپنی‌ها خواست به حفاظت از اردوگاه‌های [اسرای جنگی متفقین] ادامه دهند». با این حال، بسیاری از افسران، از جمله سرلشکر ناکامورا جونجی، درخواست بازیابی اسیران جنگی و بازداشت شدگان متفقین را نادیده گرفتند و سلاح‌های خود را تحویل دادند. با این حال، همه افسران ژاپنی، مانند سرگرد کیدو شینیچیرو، با تسلیم سلاح‌های خود موافقت نکردند. در عوض، در ۱۵ اکتبر، به افراد خود دستور داد تا کنترل شهر سمارانگ را به دست گیرند.

## قتل‌عام
در پاسخ به اقدامات نظامی کیدو، ملی‌گرایان اندونزیایی حدود ۸۰ کارگر ارتش ژاپن را در یک سلول کوچک در زندان بولو بدون آب و غذا حبس کردند. یک روز بعد، کسانی که هنوز زنده بودند، به همراه ۱۳۰ ژاپنی دیگر که در همان زندان بازداشت شده بودند، به ضرب گلوله کشته شدند. برخی از زندانیان در حال مرگ با خون خود پیام‌های پایانی را روی دیواره سلول‌ها نوشتند.
هنگامی که نیروهای ژاپنی به زندان رسیدند و کنترل آن را به دست گرفتند و قتل‌عام را کشف کردند، خشمگین شدند و برای انتقام شروع به کشتن اندونزیایی‌ها کردند. غیرنظامیان ژاپنی در این امر به آنها ملحق شدند که به آنها سلاح‌هایی داده شد که از اندونزیایی‌ها ضبط شده بود. در مجموع، ژاپنی‌ها بیش از دو هزار اندونزیایی را به عنوان انتقام قتل‌عام زندان بولو کشتند، در حالی که ۵۰۰ اندونزیایی دیگر نیز جان باختند. کشتار زمانی متوقف شد که نیروهای گورکا (نظامی) بریتانیا در ۱۹ اکتبر وارد شدند و پس از سوء تفاهم اولیه و تبادل آتش، ژاپنی‌ها موافقت کردند با آنها همکاری کنند.
بر اساس گزارش‌های اندونزیایی، در ۱۴ اکتبر، افراد کیدو محافظان اندونزیایی یک مخزن آب را خلع سلاح کردند. بعداً در همان روز، یک پزشک اندونزیایی در حالی که به سمت مخزن می‌رفت برای بررسی آب از نظر وجود سم مورد اصابت گلوله قرار گرفت و کشته شد. در نزدیکی محل، بیش از ۳۰۰ غیرنظامی ژاپنی که از کندال نقل مکان کرده بودند، به‌طور موقت در زندان بولو مستقر شدند. پلیس ویژه اندونزی سعی کرد گروه را در حوالی ساعت ۱۰:۳۰ شب آن روز هدایت کند، اما گروه با تعدادی اسلحه کوچک قاچاق شده توسط افراد کیدو، مقاومت کردند. این گروه غیرنظامی ژاپنی قتل‌عام شدند و تنها تعداد انگشت شماری موفق به فرار شدند.
قبل از اطلاع از قتل‌عام، کیدو به افراد خود دستور داد تا در حدود ساعت ۲ بامداد روز ۱۵ اکتبر علیه نیروهای اندونزی حمله کنند، هرچند شب قبل صدای تیراندازی در شهر شنیده شده بود. در روایتی دیگر، کیدو تنها پس از سوزاندن انبار مهمات توسط اندونزیایی‌ها در حدود ساعت ۳ صبح، دستور حمله داد. برای حمله دستور داده شده، کیدو نیروهای خود را به دو گروه تقسیم کرد که به ترتیب شامل ۳۸۳ و ۹۴ نفر بودند. تا ساعت ۳ بعد از ظهر در آن روز، کیدو تمام ژاپنی‌ها را در اطراف منطقه تحت فرمان خود بسیج کرده بود.
سازمان امنیت مردم نیروهای کمکی را از نقاط مختلف جاوه مرکزی به شهر فرستاد. نیروهای ژاپنی زندان بولو را حوالی ساعت ۴:۳۰ بعد از ظهر تصرف کردند. در ۱۶ اکتبر و بقایای کشتار را کشف کرد. پس از آن، گزارش‌ها خاطرنشان کردند که مردان کیدو شروع به «جنگ دیوانه‌وار» کردند، هیچ اسیری را نگرفتند و به اعدام‌های گسترده اسیران پرداختند. برخی از روایات همچنین اشاره کرده‌اند که اعدام‌ها قبل از تسخیر زندان آغاز شده‌است.
در ۱۹ اکتبر، سربازان تفنگ گورکای ۱۰ بریتانیا در سمارانگ فرود آمدند. پس از یک تیراندازی کوتاه با نیروهای ژاپنی که آنها را با نیروهای کمکی اندونزی اشتباه گرفتند (کشتن دو گورکا و چهار ژاپنی)، سربازان ژاپنی کنترل شهر را به گورکاها واگذار کردند. سربازان ژاپنی پس از آن به کمک نیروهای متفقین در ماگلانگ و آمباراوا ادامه دادند.

## عواقب
مورخ ژاپنی کنئیچی گوتو نوشت که حدود دو هزار اندونزیایی در سمارانگ به دلیل این حادثه کشته شدند، در حالی که از سوی دیگر مورخ هلندی کرون پیشنهاد کرد که کمتر از ۳۰۰ نفر کشته شدند. گزارش‌های شاهدان عینی حاکی از آن است که برخی از خیابان‌های سمارانگ «پر از اجساد» بوده و در یکی از مناطق، خندقی توسط اجساد مسدود شده‌است. مورخ ژاپنی کنئیچی گوتو نوشت که ۱۸۷ نفر در جنگ کشته شدند، در حالی که کیدو گزارش کرد چهل و دو سرباز کشته، چهل و سه زخمی و ۲۱۳ مفقود شدند، بدون احتساب قتل‌عام در بولو که شامل ۱۰۸ کشته، ۱۸ زخمی و ۱۸ مفقود بود.
ژنرال ارتش اندونزی عبدالحاریس ناسویون در سال ۱۹۷۷ نوشت که این نبرد «اولین نبرد بزرگ ملت اندونزی» بود گزارش‌های بریتانیایی از این رویدادها عموماً اقدامات کیدو را ستایش می‌کنند، و تول می‌نویسد که «ژاپنی‌ها از اردوگاه‌های اسیران در برابر آزار محافظت کردند و اسیران هلندی و اوراسیا را آزاد کردند». هوبرتوس ون موک خاطرنشان کرد که اقدامات ژاپنی باعث شد اسرای جنگی اروپایی که سال‌ها در اردوگاه‌های اسرا مورد بدرفتاری قرار گرفته بودند، نگرش خود را نسبت به ژاپنی‌ها به قدردانی تغییر دهند.
در سال ۱۹۵۳، توگو مودا در سمارانگ، به یاد این نبرد، توسط احمد سوکارنو افتتاح شد.